# اسب سم‌طلا
 اسب سم طلا نام یک آلبوم موسیقی اثر ویگن ، خواننده و ترانه سرای ایرانی است که در سبک پاپ تهیه شده و دارای ۱۲ آهنگ است.

## فهرست آهنگ‌ها
| ردیف | آهنگ         |
| ۱    | اسب سم طلا   |
| ۲    | کجاوه        |
| ۳    | بی سرانجام   |
| ۴    | بخاطر تو     |
| ۵    | نسیم         |
| ۶    | فریاد انتظار |
| ۷    | مرد سرگردان  |
| ۸    | سبزه گره     |
| ۹    | نیش و نوش    |
| ۱۰   | شعله         |
| ۱۱   | گل پرپر      |
| ۱۲   | لالایی       |